# Autonomija (medij)
Autonomija jeste srpski neprofitni medij. Izdavač Autonomije je Nezavisno društvo novinara Vojvodine. 
Portal je registrovan kao medij koji izdaje Nezavisno društvo novinara Vojvodine (NDNV). Sedište Autonomije je u Novom Sadu. Od septembra 2015. Autonomija je pokrenula podsajt na mađarskom jeziku.
Finansira se iz donacija raznih međunarodnih i domaćih organizacija te kroz podršku čitalaca.
Sebe prezentuju kao alternativu „uređivački zarobljenim“, državnim ili komercijalnim medijima.
Izvršna direktorka Autonomije je Ana Lalić Hegediš. Za portal su pisali autori poput: Dinka Gruhonjića, Ane Lalić Hegediš, Teofilа Pančićа, Draganа Bursaćа, Tamarе Nikčević, Andreja Nikolaidisa, Tihomira Novaka i drugih.
Na Sretenje 2025. Autonomija je kroz svoje tekstove plasirala lažne vesti i narativ o navodnoj pobuni u Vojsci Srbije.
Sociolog i univerzitetski profesor Slobodan Antonić kritikovao je Autonomiju tvrdeći da su neobjektivni, što on opisuje kao školski primer lažljive propagande i agitacije, navodeći određene tekstove objavljene na portalu, na temu AP Vojvodine, koji sadrže krivotvorenje istorije.

## Spoljašnje veze
- Zvanični veb-sajt